# Gesamter gebundener Stickstoff
Gesamter gebundener Stickstoff oder TNb (engl. Total Nitrogen bound) ist ein Summenparameter in der Wasser- und Abwasseranalytik und spiegelt die Belastung des Wassers mit Stickstoffverbindungen wider, die darin zum Beispiel in Form von Ammonium, Nitriten oder Nitraten vorkommen können. Hierzu wird die Menge des gesamten Stickstoffs bestimmt, der in den verschiedensten, im Wasser enthaltenen chemischen Verbindungen gebundenen ist und als Konzentration in mg/L ausgewiesen. Zur Orientierung: Der Stickstoffgehalt eines unbelasteten Oberflächenwassers liegt zwischen 3 und 7 mg/L, bei belasteten Wassern kann er bis auf 200 mg/L ansteigen.
Die häufigste Methode ist die Messung der Menge des Stickstoffoxids mit Chemilumineszenz-Detektoren. Dafür müssen zunächst alle in der Wasserprobe enthaltenen Stickstoffverbindungen zu Stickstoffoxid umgesetzt werden. Alternativ dazu gibt es beispielsweise IR-Detektion, Potentiometrie, Amperometrie oder NO/NO2-Gas-Sensoren. Gelöster Stickstoff aus der Luft wird dabei nicht mitbestimmt.
In der Wasserchemie konkurriert die Bestimmung des TNb mit der Kjeldahlschen Stickstoffbestimmung. Die Vorteile der TNb-Bestimmung liegen in der erhöhten Genauigkeit, der kurzen Vorbereitungs- und Messzeit und der besseren Automatisierbarkeit. Ein weiterer Vorteil ist, dass hier auf gesundheitsgefährdende Reagenzien verzichtet wird. Nachteil ist der wesentlich größere apparative Aufwand; viele TOC-Analysatoren (engl. Total Organic Carbon) zur Messung des Gesamtgehalts von Kohlenstoff ermöglichen jedoch durch Zusatz eines TN-Detektors die gemeinsame Bestimmung von TOC und TNb.

## Analysenmethode
Die Normen-Literatur (zum Beispiel DIN EN 12260) beschreibt die Umsetzung der Stickstoffverbindungen durch katalytische Verbrennung in einer Sauerstoffatmosphäre bei > 700 °C zu Stickstoffmonoxid mit anschließender Chemilumineszenz-Detektion.
Nicht alle Stickstoffverbindungen lassen sich mit dieser Methode bestimmen (insbesondere diejenigen nicht, in denen der Stickstoff zwei- oder dreifach gebunden ist). Auch können hohe Konzentrationen an organischem Kohlenstoff (TOC) die Bestimmung beeinflussen.

### Chemilumineszenz-Detektion
Die Detektion des Stickstoffoxids erfolgt durch Chemilumineszenz. Sie entsteht in der zweiten Analysestufe bei der Reaktion des Stickstoffmonoxid mit Ozon. Das Ozon wird in benötigter, kleiner Menge von einem Ozongenerator erzeugt. Nicht benötigtes Ozon wird aus dem Trägergas wieder entfernt. Die durch den Chemilumineszenz-Detektor gemessene Konzentration wird in Abhängigkeit von der Zeit erfasst. Das resultierende Integral (oft auch als Peakfläche bezeichnet) ist dabei ein Maß für den aus der Probe stammenden Stickstoff.